# Han sökte, han fann mig
Han sökte, han fann mig är egentligen refrängen till sången Min Frälsare mig sökte på fjärran villsam stig med text och musik från 1935 av Sidney E. Cox.

## Publicerad i
- Frälsningsarméns sångbok 1968 som nr 163 i kördelen under rubriken "Jubel och strid".